# Austrálie na Letních olympijských hrách 1968
Austrálii na Letních olympijských hrách v roce 1968 v Mexiku reprezentovalo 128 sportovců v 16 sportech. Ve výpravě bylo 104 mužů a 24 žen.

## Medailisté
| Medaile | Jméno | Sport         | Soutěž                              |
| ------- | --- | ------------- | ----------------------------------- |
| Zlato   | Ralph Doubell | Atletika      | Muži běh na 800 m                   |
| Zlato   | Maureen Cairdová | Atletika      | Ženy 80 m překážek                  |
| Zlato   | Lyn McClements | Plavání       | Ženy 100 m motýlek                  |
| Zlato   | Michael Wenden | Plavání       | Muži 100 m volný způsob             |
| Zlato   | Michael Wenden | Plavání       | Muži 200 m volný způsob             |
| Stříbro | Peter Norman | Atletika      | Muži běh na 200 m                   |
| Stříbro | Raelene Boyleová | Atletika      | Ženy běh na 200 m                   |
| Stříbro | Pam Kilbornová | Atletika      | Ženy 80 m překážek                  |
| Stříbro | Paul Dearing James Mason Brian Glencross Gordon Pearce Julian Pearce Robert Haigh Donald Martin Raymond Evans Ronald Riley Patrick Nilan Donald Smart Fred Quine Eric Pearce Desmond Piper | Pozemní hokej | Družstvo mužů                       |
| Stříbro | Alfred Duval Michael Morgan Joseph Fazio Peter Dickson David Douglas John Ranch Gary Malcolm Pearce Robert Alan Shirlaw Alan Geoffrey Grover                                               | Veslování     | Muži osmiveslice                    |
| Stříbro | Lynne Watson Judy Playfair Lyn McClements Janet Steinbeck | Plavání       | Ženy štafeta 4×100 m polohový závod |
| Stříbro | Greg Rogers Graham White Bob Windle Michael Wenden | Plavání       | Muži štafeta 4×200 m volný způsob   |
| Bronz   | Jenny Lamyová | Atletika      | Ženy běh na 200 m                   |
| Bronz   | Brian Cobcroft Wayne Roycroft Bill Roycroft | Jezdectví     | Jezdecká všestrannost - družstva    |
| Bronz   | Greg Brough | Plavání       | Muži 1500 m volný způsob            |
| Bronz   | Karen Lynne Moras | Plavání       | Ženy 400 m volný způsob             |
| Bronz   | Greg Rogers Robert Cusack Bob Windle Michael Wenden | Plavání       | Muži štafeta 4×100 m volný způsob   |